# Замок Коппіргенстаун
Замок Коппінгерстаун (англ. Coppingerstown Castle) — один із замків Ірландії, розташований в графстві Корк, на схід від міста Мідлетон.

## Історія замку Коппінгерстаун
Замок Коппінгерстаун був побудований ірландською аристократичною родиною Коттер. Довгий час замок був основною резиденцією цієї родини, деякий час замком володіла родина Коппінгер. Замок був побудований в XVI столітті. У середині XVI століття в замку жив Вільям Шейн Коттер. Він володів землями і навколо цього замку і в інших баронствах Ірландії. Багато своїх земель він здавав в оренду Джону Фіц Едмонду з Клойн, що жив в замку Кагермон. У 1589 році замок успадкував Шейн Од Мак Коттер — брат і спадкоємець Вільяма. Він потім передав у спадок замки Коппінгерстаун та Гераг своєму синові. У 1639 році онук Шейна — Вільям здав в оренду замок протестанту — англіканському священику Чарльзу Колдвеллу. У середині XVII століття замком володів Вільям Коттер — син Едмонда Коттера. У 1641 році спалахнуло повстання за незалежність Ірландії, що було придушене військами Олівера Кромвеля в 1652 році. Після цього замок був конфіскований у власників. Нині замок лежить в руїнах від нього лишився тільки кут однієї башти висотою 4 поверхи. Навколо замку є кілька занедбаних і закинутих будинки і невелика площа, що заросла травою. У січні 2016 року внаслідок негоди залишок вежі завалися — від замку лишилась тільки купа каміння. Нині залишки замку розташовані на приватній землі і схоже ніхто не зацікавлений у його відновленні.